# Borșovîci, Starîi Sambir
Borșovîci (în ucraineană Боршовичі) este localitatea de reședință a comunei Borșovîci din raionul Starîi Sambir, regiunea Liov, Ucraina.

## Demografie
Componența lingvistică a localității Borșovîci
     Ucraineană (100%)
Conform recensământului din 2001, toată populația localității Borșovîci era vorbitoare de ucraineană (100%).